# Gazarie

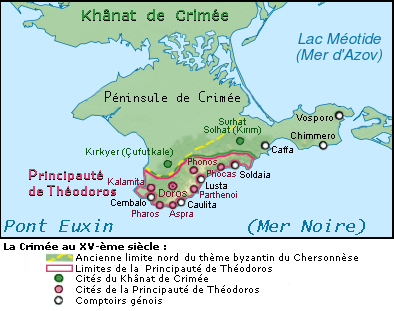
Rouge : principauté de Théodoros
Vert : khanat de Crimée
Blanc : comptoirs génois (Gazarie)

La Gazarie ou Gazzaria était un ensemble de sept ports de la péninsule de Crimée, comptoirs faisant partie de l’empire maritime de la république de Gênes entre 1315 et 1475. L’appellation dérive du nom des Khazars.

## Histoire
Les Génois ont obtenu deux de ces ports, Lusta et Caulita, en 1315 de l’empire grec de Nicée (gouverné par les Paléologues), en échange de prêts. Trois autres : Caffa, Chimmero et Vosporo, leur sont concédés par le Khagan mongol Möngke (khagan de 1251 à 1259), petit-fils de Gengis Khan, moyennant versement d’un tribut. Deux autres sont des conquêtes : Cembalo (aujourd’hui Balaklava) prise aux Grecs en 1357 et Soldaia (ou Soudak) prise aux Vénitiens en 1365. Gênes perd la Gazarie au profit de l’Empire ottoman en 1475 lorsque celui-ci conquiert la principauté de Théodoros. L’intérêt commercial de ces comptoirs est que la Crimée est l’une des extrémités occidentales de la route de la soie.
En 1346, les Mongols de la Horde d'or assiègent la ville génoise de Caffa. La peste noire, ramenée d’Asie centrale par les Mongols, touche bientôt assiégeants et assiégés, soit parce que les Mongols catapultent les cadavres des leurs par-dessus les murs pour infecter les habitants de la ville, soit parce que des rats passent des rangs mongols jusque dans la ville. Quoi qu’il en soit, le siège est levé, faute de combattants valides en nombre suffisant : Gênes et les Mongols signent une trêve mais les bateaux génois, pouvant désormais quitter la ville, disséminent la peste dans tous les ports où ils font halte et l’épidémie se propage dans toute l’Europe.

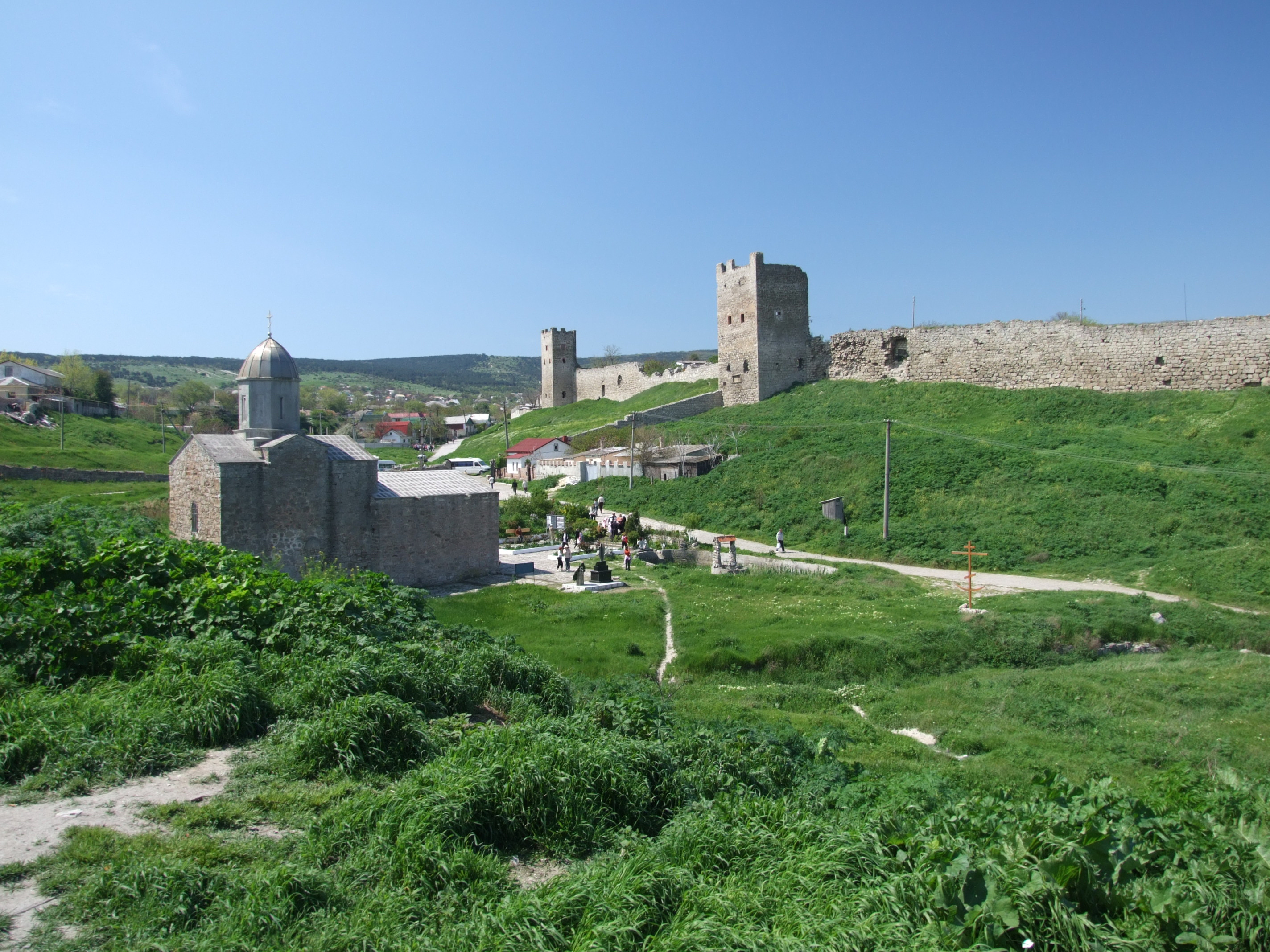
Caffa,
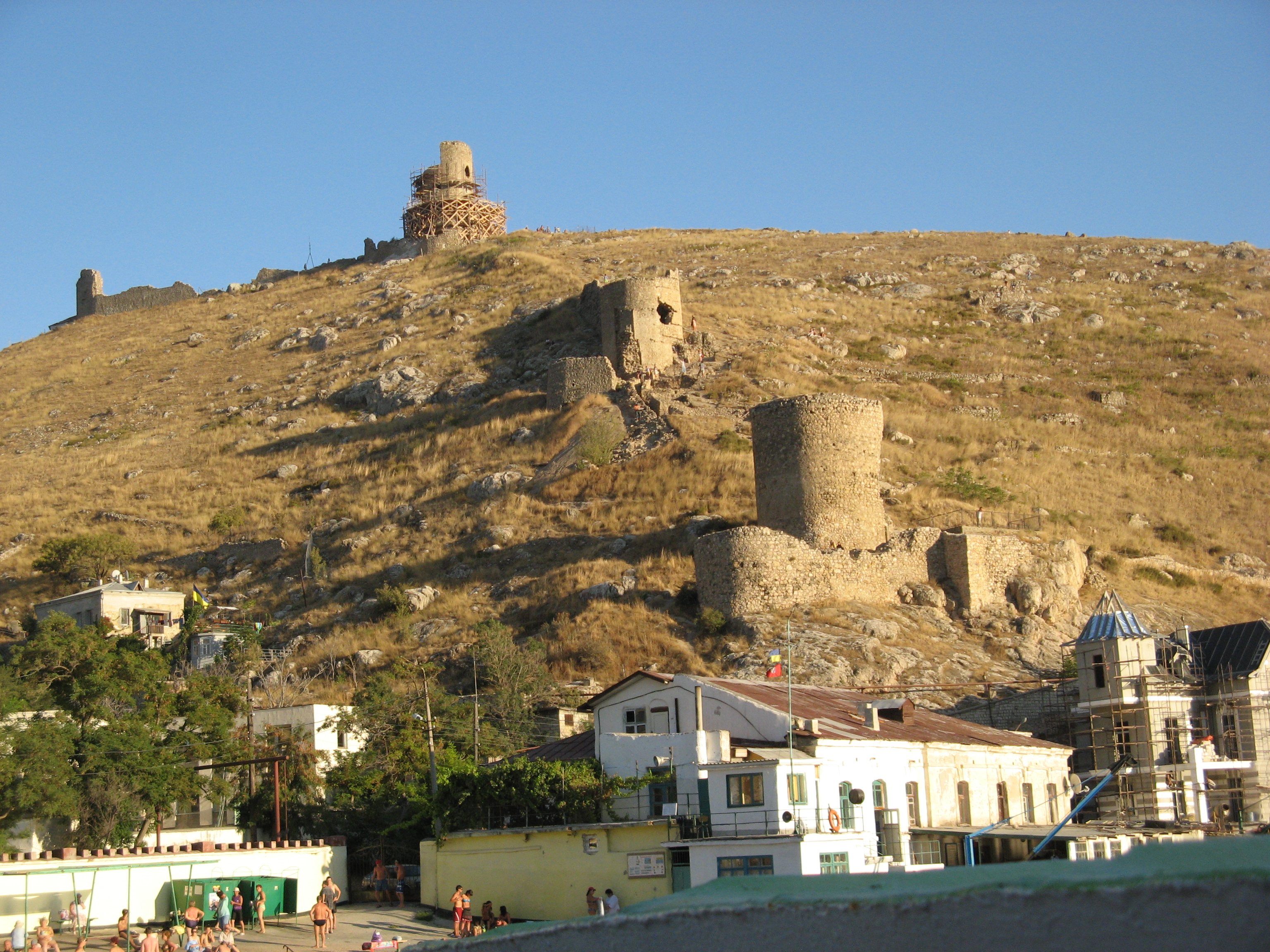
Forteresse de Cembalo,
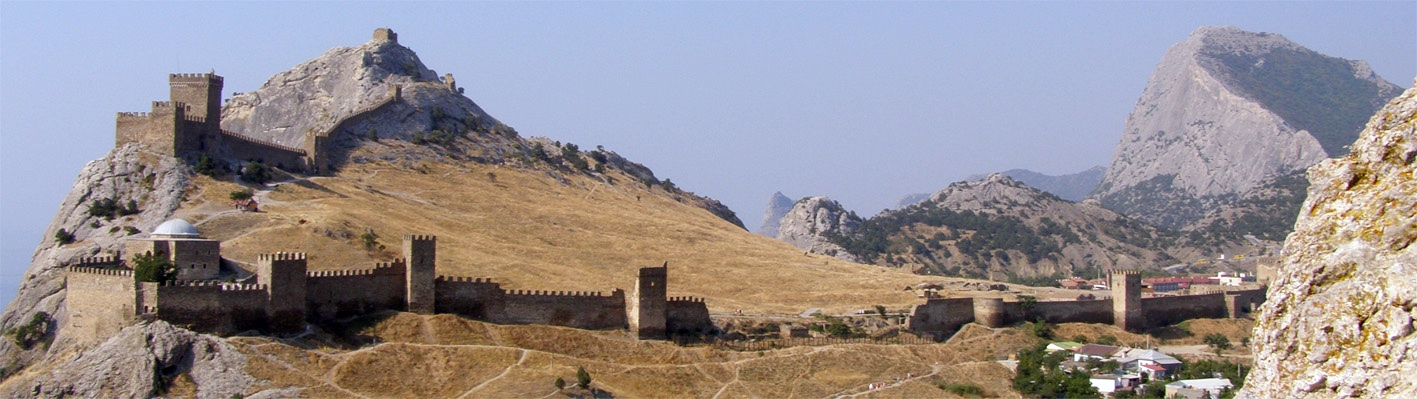
Forteresse de Soudak construite par les Génois.